# Aphylla robusta
Aphylla robusta är en trollsländeart som beskrevs av Belle 1976. Aphylla robusta ingår i släktet Aphylla och familjen flodtrollsländor. IUCN kategoriserar arten globalt som otillräckligt studerad. Inga underarter finns listade i Catalogue of Life.